# Ваља Пуркарулуј (Бузау)
Ваља Пуркарулуј (рум. Valea Purcarului) насеље је у Румунији у округу Бузау у општини Парсков. Oпштина се налази на надморској висини од 318 m.

## Становништво
Према подацима из 2002. године у насељу је живело 11 становника, од којих су сви румунске националности.